# Port Sanilac
Port Sanilac è un villaggio degli Stati Uniti d'America, situato nello Stato del Michigan, nella contea di Sanilac.